# 片山誠史
片山 誠史（かたやま せいじ、1976年9月20日 - ）は、日本の歌手。

## 人物
神奈川県茅ヶ崎市出身。子供の頃からベーシストの父の影響で、カントリー・ミュージックを聴いて育つ。
1993年ホリプロの『NEOカントリープロジェクト』の第一弾アーティストとして、ムッシュかまやつプロデュース、吉田拓郎・玉置浩二・J-WALKらの楽曲提供を受けてBMGビクターよりデビュー。当時日本では希少な若手のカントリー系シンガーとして注目を集める。
1997年に『The Little Strait Band』を結成。ライブハウスやイベント等に出演。 1999年に解散後、ソロ活動。またラジオのパーソナリティとしも長年活動していた。
現在、音楽活動の他、ライブハウス「ステージコーチ（神奈川県茅ヶ崎市）」の経営、イベント制作活動も精力的に行っている。
鉄道ファンでもあり、2015年11月1日にJR線全線乗車を達成している。

## 主な作品

### CDシングル
- 俺とおまえとあいつ c/w You Sure Made My Day (BMGビクター BVDR-195 1993.8.21)
- BLUE DIAMOND c/w 未来の君が大好きさ (BMGビクター BVDR-243 1994.4.21)
- 寄り道の詩 c/w 汽笛の音が呼んでいる (SKMA-004 2013.10.9)

### CDアルバム
- Back From Music City (BMGビクター BVCR-631 1993.8.21)
- I am Wagon Master～Tribute to Country Legends～ (SKMA-001 2005.12.5)

## メディア

### ラジオ番組
- ラジオ日本「カントリーミュージックフェイム」（1994.5-1996.5）
- FM湘南ナパサ「サウンドコースト～片山誠史のミュージックシティ」（1996.7-1999.3）
- レディオ湘南「カントリーミュージックナイト」（2006.4-2014.3）
- レディオ湘南「誠のカントリー」（2014.4-2020.1)

### CM
- ブルーダイヤモンドアーモンド（1994-1998）
- カルピスソーダ「合戦の緊迫感からのカイホー編」（2016）
- ジェイコムウエスト大阪「J:COMガス」（2017）

### その他
- NHKBS2「スポーツヒーローにチャレンジ」エンディングテーマ「陽炎のフィールド」（1996.4-9）